# Marshal of Heldorado
Marshal of Heldorado è un film del 1950 diretto da Thomas Carr.
È un western statunitense con James Ellison, Russell Hayden, Raymond Hatton, Fuzzy Knight e Julie Adams.

## Produzione
Il film, diretto da Thomas Carr su una sceneggiatura di Ron Ormond e Maurice Tombragel, fu prodotto dallo stesso Ormond per la Lippert Pictures e girato nel novembre del 1949.

## Distribuzione
Il film fu distribuito negli Stati Uniti dal 21 aprile 1950 al cinema dalla Lippert Pictures.

## Promozione
La tagline è: We'll Fight to the last bandit!.